# Биркат ха-мапиль
Бирка́т ха-мапи́ль (от ивр. ברכת המפיל‎ — «благословение „Набрасывающий“») в талмудическом иудаизме — фарисейская молитва перед сном, в которой присутствует надежда на оживление мёртвого тела. В Средневековье бытовала идея о том, что во сне душа покидает тело, а по пробуждении душа возвращается в тело. По этой аналогии полагали, что смерть — сродни сну, и после смерти возможно оживление.
Темой молитвы является славословие Всевышнего как Несущего свет и жизнь.

## Текст
Молитва «Биркат ха-мапиль» составлена из трёх фраз, и так же, как и молитва «Элохай нешама» имеет общую тему надежды на Воскресение мёртвых и, соответственно, — связаны между собой в единое целое, которые, по времени произнесения, — отделены сном. Однако, молитва «Биркат ха-мапиль» начинается и оканчивается формулой «Благословен», а молитва «Элохай нешама» лишь оканчивается этой формулой. В молитве «Биркат ха-мапиль» повторяется упоминание о качестве Всевышнего как «Просветляющего» в каждой из трёх частей.

Благословен Ты, Господи, Бог [Он] наш, Царь [Он] Вечный, Набрасывающий оковы сна на очи мои и Погружающий в забытие и Просветляющий взор!
Да будет угодно пред ликом Твоим, Господи, Боже мой, уберечь меня от помышления злого и духа злого,
и да не потревожат меня сновидения дурные и помыслы злые,
и да просветли очи мои, чтобы не заснул я сном смертным,
и да восстанови меня с ложа моего для жизни и благоденствия!
Благословен Ты, Господи, Просветляющий всю вселенную Свою, из-за Славы Своей!
Оригинальный текст (иврит)ברוך אתה יהוה אלהינו מלך העולם המפיל כבלי שינה על עיני ומשקיע שנת התרדמה ומאיר לאישון בת עין יהי רצון מלפניך יהוה אלהי שתצילני מיצר הרע ומפגע רע ואל יבהלוני חלומות רעים והרהורים רעים והאר עיני פן אישן המות והעמידני ממטתי לחיים ולשלום ברוך אתה יהוה המאיר לכל העולם כולו מכבודו‎
— Сидур «Кита́б Га́ми ас-Саля́уат уат-Тасаби́х» Саадьи гаона

## Описание
Саддукеи (а также ессеи, самаритяне, караимы) отвергали идею фарисеев о воскресении мёртвых. Вера в воскресение мёртвых является краеугольным камнем иудаизма так, что отрицающие этот догмат «неверные» евреи раввинами выводятся за рамки народа Израильского. Раввины отказывали «неверным» саддукеям в воскресении после смерти.

Огонь — 1⁄60 часть геенны огненной. Финиковый нектар — 1⁄60 часть манны небесной. Суббота — 1⁄60 часть рая. Сон — 1⁄60 часть смерти. Сновидение — 1⁄60 часть пророчества.
Оригинальный текст (иврит)אש אחד מששים לגיהנם דבש אחד מששים למן שבת אחד מששים לעולם הבא שינה אחד מששים למיתה חלום אחד מששים לנבואה‎
— Вавилонский Талмуд, Брахот 57 б

## Порядок
Согласно Маймониду и его книге «Мишне Тора» еврей обязан сначала произнести молитву «Биркат ха-мапиль» на своей постели перед сном в конце дня, а после зачитать библейский стих «Внемли Израиль, Господь — Бог наш, Господь — один» (Втор. 6:4).
Согласно же Талмуду (Брахот 60 б) вначале зачитывает библейский отрывок (Втор. 6:4—9), а после произносит молитву «Биркат ха-мапиль» и засыпает.
Редакции молитвы «Биркат ха-мапиль» сидура Саадьи гаона, книги «Мишне Тора» Маймонида, Талмуда — существенно различны.
Сефарды также читают молитву «Ана бе-хоах» перед сном.
Изначально, для молитвы на сон грядущий был предназначен пиют «Адон олам», однако сейчас эту молитву поют в начале утреннего богослужения в синагоге.